# Crataegus prunifolia
Crataegus prunifolia là loài thực vật có hoa trong họ Hoa hồng. Loài này được (Poir.) Pers. mô tả khoa học đầu tiên năm 1807.